# 水平線

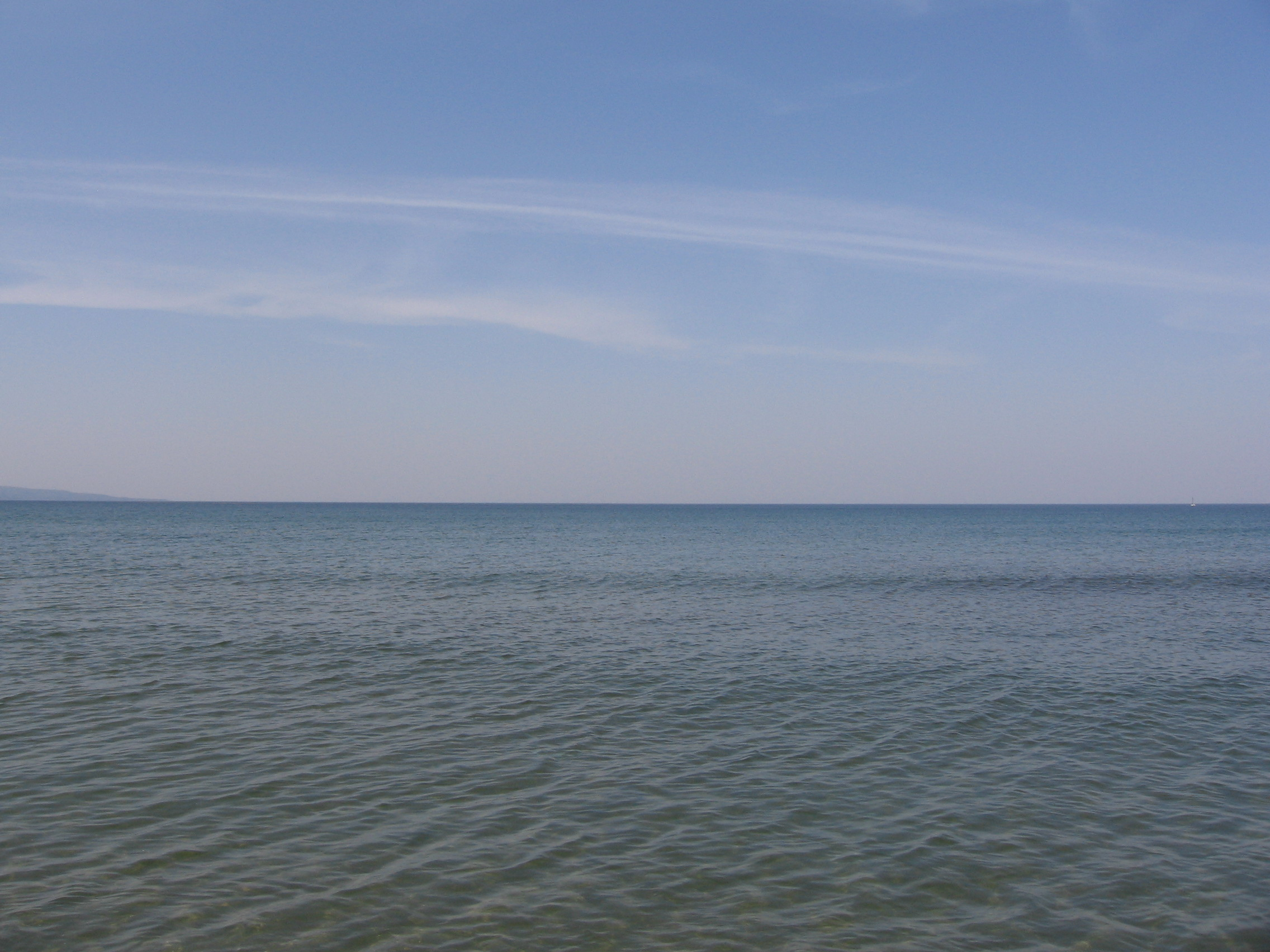
日本海の水平線

水平線（、英: horizon）は空と海の境にみえる線である。

## 概要
地球は球体であるため、海はその遠方が見切れ空と平らな線で接しているように見える。これが水平線である（⇒ #定義と原理）。水平線に関する距離や角度は数学的に求められる（⇒ #尺度）。空と地面の境にみえる線は地平線と呼ばれる。これも水平線と同じ原理で発生している。

## 定義と原理

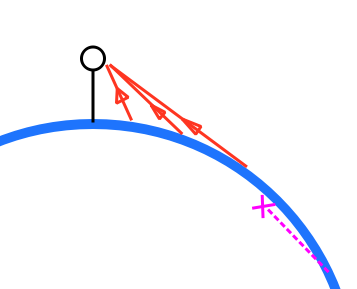
遠方の海面の見切れ

海は一見すると平らであるが、地球が球体であるため実際には遠くにいくほど下方向に曲がっている。一方で光は直進するため、高さをもった視点から海を見ると遠くの海面が中程度遠くの海面で見切れる（図参照）。それにより海が途切れ空と平らな線で接しているように見える。これが水平線である。

## 尺度

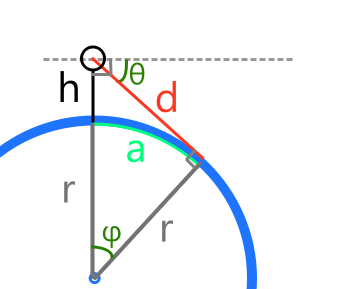
水平線の尺度

水平線に関する距離や角度は数学的に求められる。
大気による光の屈折を無視する、つまり幾何的な水平線を考えたとき、地球の半径を {\displaystyle r} [m]、海面からの視点高を {\displaystyle h} [m] とすると各尺度に関して以下が成り立つ（図も参照）：
| 尺度                                  | 式                                               | 導出の要点                            |
| ------------------------------------- | ------------------------------------------------ | ------------------------------------- |
| 距離 {\displaystyle d} [m]            | {\displaystyle d={\sqrt {2rh+h^{2}}}}            | {\displaystyle (r+h)^{2}=r^{2}+d^{2}} |
| 中心角 {\displaystyle \phi } [rad]    | {\displaystyle \phi =\arccos {\frac {r}{r+h}}}   | ∠視点-水平線-地球中心 = 90°           |
| 俯角 {\displaystyle \theta } [rad]    | {\displaystyle \theta =\arccos {\frac {r}{r+h}}} | {\displaystyle 90-\theta =90-\phi }   |
| 弧長（大圏距離）{\displaystyle a} [m] | {\displaystyle a=r\arccos {\frac {r}{r+h}}}      | {\displaystyle a=r\phi =r\theta }     |

### 尺度の近似
平均地球半径の近似値 {\displaystyle r=6371,000} [m] を用いると多くのケースで視点高 {\displaystyle h} が十分に小さくなる（例: 人が空気を吸える高さ/~1万m）。そのため、距離 {\displaystyle d} は {\displaystyle d\approx {\sqrt {2rh}}\approx 3570{\sqrt {h}}} で近似できる。また俯角 {\displaystyle \theta } は {\displaystyle \cos {\theta }\approx {\frac {r}{r}}=1} より {\displaystyle \theta \approx 0} となるため、{\displaystyle \theta =0} 周りでの {\displaystyle \cos {\theta }} の二次近似 {\displaystyle \cos {\theta }\approx 1-{\frac {\theta ^{2}}{2}}} を用いると {\displaystyle 1-{\frac {\theta ^{2}}{2}}={\frac {r}{r+h}}} が成り立ち、これを変形すると {\displaystyle \theta ={\sqrt {2-{\frac {2r}{r+h}}}}={\sqrt {\frac {2h}{r+h}}}\approx {\sqrt {\frac {2h}{r}}}} で近似できる。これを用いると弧長 {\displaystyle a} は {\displaystyle a=r\theta \approx r{\sqrt {\frac {2h}{r}}}={\sqrt {2rh}}\approx 3570{\sqrt {h}}} となり、距離 {\displaystyle d} と同じ値で近似できる。

### 尺度の数値例
視点の高さに応じた尺度の数値例をいかに示す。
| 視点高 [m] | 距離 [m] | 弧長 [m] | 俯角 [rad] | 相当する高さ           |
| ---------- | -------- | -------- | ---------- | ---------------------- |
| 0          | 0        | 0        | 0          |                        |
| 1          | 3,570    | 3,570    | 0.0005603  |                        |
| 1.58       | 4,487    | 4,487    | 0.0007043  | 日本人17才女性平均身長 |
| 1.71       | 4,668    | 4,668    | 0.0007327  | 日本人17才男性平均身長 |
| 2          | 5,048    | 5,048    | 0.0007924  |                        |
| 10         | 11,288   | 11,288   | 0.0017718  |                        |
| 100        | 35,696   | 35,696   | 0.0056028  |                        |
| 634        | 89,882   | 89,876   | 0.0141071  | 東京スカイツリー頂点   |
| 1,000      | 112,885  | 112,873  | 0.0177167  |                        |
| 8,849      | 335,905  | 335,594  | 0.0526753  | エベレスト山頂         |
| 10,000     | 357,099  | 356,726  | 0.0559922  | 旅客機巡航高度         |

1960年代にアメリカ空軍が計測したところによると、高度約9,150mの大型ジェット機からでは395kmとなっている。

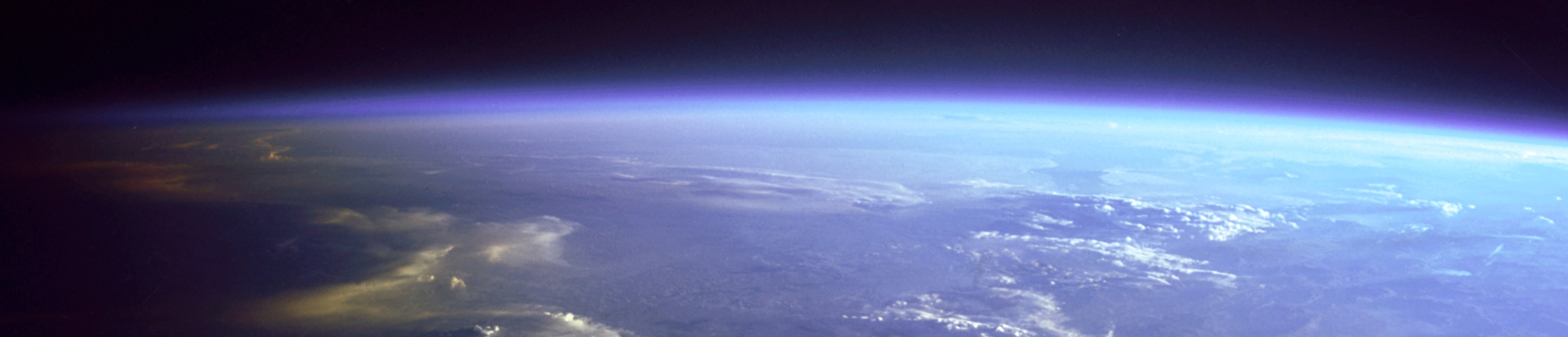
上空から見る水平線

理論上高度約9,150mからでは341kmが限界となるので、395kmとする数値は高度12,300m程度から測定されたものと見られる